# Rhipidomys wetzeli
Rhipidomys wetzeli är en däggdjursart som beskrevs av Gardner 1989. Rhipidomys wetzeli ingår i släktet sydamerikanska klätterråttor och familjen hamsterartade gnagare. IUCN kategoriserar arten globalt som livskraftig. Inga underarter finns listade i Catalogue of Life.
Arten förekommer i södra Venezuela och kanske i angränsande områden av Brasilien. Den lever i bergstrakter mellan 1000 och 2200 meter över havet. Habitatet utgörs av bergsskogar och annan växtlighet som täcker platåbergen Tepui. Individerna är aktiva på natten och klättrar i träd.